# Ткаченко, Андрей Владимирович
Андрей Владимирович Ткаченко (род. 11 августа 1962, Петровское, Харьковская область) — доктор педагогических наук (2014), заведующий кафедрой педагогического мастерства и менеджмента имени И. А. Зязюна естественного факультета Полтавского НПУ им. В. Г. Короленко. Один из ведущих современных украинских учёных-макаренковедов, президент Украинской ассоциации А. С. Макаренко. Также с 2002 по 2014 г. — ответственный секретарь, а ныне — вице-президент Международной макаренковской ассоциации (основана в сентябре 1991 г. в Полтаве).
Инициатор создания (2015) и автор «Макаренкианы» — крупнейшего макаренковедческого ресурса в сети Интернет, организатор и руководитель Международного и всеукраинского научного центра Полтавского педуниверситета.
Один из организаторов энциклопедического издания под эгидой Полтавского университета в одном томе основных трудов известного немецкого макаренковеда доктора философии Гётца Хиллига «В поисках истинного Макаренко. Русскоязычные публикации (1976—2014)», ставшего заметным событием в этой области.
Автор более 230 научных, научно-методических и научно-популярных публикаций, включая монографии, в том числе не менее 40 в зарубежных изданиях (Италия, Германия, Польша, Россия, Словакия), энциклопедические статьи, методические пособия и др. Соорганизатор 19 научных конференций различного уровня, в том числе 12 международных, по макаренковской тематике. Входит в состав редколлегии научного профессионального издания Украины по пед. наукам «Истоки педагогического мастерства». Постоянный член специализированных учёных советов по педагогическим наукам: Д 44.053.03 (Полтавский НПУ им. В. Г. Короленко), Д 55.053.01 (Сумской ГПУ им. А. С. Макаренко).

## Биография
Трудовую деятельность начал в цехе автоматики и тепловых измерений Змиёвской ГРЭС (Харьковская область) электрослесарем. В 1985 году окончил Полтавский ГПИ имени В. Г. Короленко по специальности «учитель истории и обществоведения». С 1987 года продолжил службу в том же институте как ассистент (1987—1991), старший преподаватель (1994—2001), доцент (с 2003 года), заведующий (2000—2002, 2015 — н.в.) кафедрой педагогического мастерства, основанной видным украинским макаренковедом академиком И. А. Зязюном и позже получившей имя последнего.
Повышал свою квалификацию как аспирант Московского открытого педагогического университета (1991—1992) и Киевского национального университета имени Тараса Шевченко (1992—1994). В 1995 году защитил кандидатскую диссертацию («Педагогическая подготовка студентов с учётом их возрастных особенностей»).
В 2008—2011 годах учился в докторантуре Полтавского национального педагогического университета имени В. Г. Короленко. В марте 2014 года защитил докторскую диссертацию («Профессиональное развитие и саморазвитие личности в творческом наследии А. С. Макаренко») по педагогическим наукам.
В 2004—2016 гг. работал заместителем председателя Общественного совета при Управлении Государственной пенитенциарной службы Украины в Полтавской области.

## Научные интересы
Основное внимание среди научных интересов А. В. Ткаченко уделяет теории и практике педагогического мастерства, возрастной педагогике, макаренковедению, профессиогенетическому подходу в педагогической биографистике. Соавтор учебно-методического комплекса по основам педагогического мастерства: «Словарь терминологии педагогического мастерства» (Полтава, 1995), «Педагогическое мастерство: тесты» (Киев-Полтава, 1996), «Педагогическое мастерство: тексты» (Полтава, 2001, 2004, 2006), «Педагогическое мастерство: хрестоматия» (Киев, 2006, 2008), Методические рекомендации к практическим занятиям по основам педагогического мастерства (Полтава, 2020) и др.
В макаренковедении исследует вопросы полемики А. С. Макаренко с официальной доктриной социального воспитания, историю Трудовой колонии им. М. Горького, Детской коммуны им. Ф. Э. Дзержинского, трудового детского корпуса Харьковского округа, теоретические и практические составляющие профессионального становления личности в макаренковском наследии, этапы жизнедеятельности А. С. Макаренко и биографии людей из его окружения (руководителей, педагогов, сотрудников, воспитанников и др.).
А. В. Ткаченко принял участие в начатом академиком И. А. Зязюном издательском проекте по поиску и публикации архивного наследия А. С. Макаренко, в итоге выполнения которого открыты целый ряд ранее неизвестных архивных документов о деятельности А. С. Макаренко и авторских текстов последнего, подготовлены монографии «Полтавская трудовая колония им. М. Горького в документах и материалах», Часть 2 (2002) и «Антон Макаренко: Харьковская трудовая колония им. М. Горького (в документах и материалах 1926—1928 гг.)» (2008). Осуществляет масштабный проект по созданию универсального макаренковского библиографического каталога восточнославянских языков, который ныне содержит более 10000 описаний. Составитель крупнейшего в истории изучения наследия А. С. Макаренко реестра его воспитанников.
Проводит масштабную работу по сбору, систематизации, анализу и публикации макаренковедческого материала, инициатор создания (2015) и автор «Макаренкианы» — крупнейшего макаренковедческого ресурса в сети Интернет, организатор и руководитель Международного и всеукраинского научного центра Полтавского педуниверситета.
Много внимания А. В. Ткаченко уделил укреплению постоянного научного сотрудничества с ведущими мировыми макаренковедческими объединениями, учреждениями и отдельными исследователями. Ответственный секретарь (2002—2014), вице-президент (с 2014 года) Международной макаренковской ассоциации, многократно представлял украинское макаренковедение на научных конференциях за пределами Украины (2003, 2008, 2012). Ныне является президентом Украинской ассоциации А. С. Макаренко.
В 2017 году участвовал в проведении семинара «Педагогическое наследие А. Макаренко» на факультете педагогики, психологии и искусства Латвийского Университета (Рига).
А. В. Ткаченко постоянно освещает и пропагандирует творческое наследие А. С. Макаренко на страницах журналов, в передачах на радио и телевидении, выступлениях перед педагогической общественностью, осуществляет научное консультирование мемориальных музеев и центров по исследованию наследия А. С. Макаренко в Украине и за рубежом.
На 2020 год является соорганизатором 19 научных конференций по макаренковедению, включая 12 международных:
- «Наследие А. С. Макаренко и педагогические приоритеты современности», посвящённой 120-й годовщине со дня рождения выдающегося педагога (2008);
- «Наследие выдающихся педагогов Полтавщины в международном образовательном пространстве», (2009);
- «Технологии управления образовательными учреждениями» (Посвящена памяти А. С. Макаренко, 2011)
- «Управление организацией учебно-воспитательного процесса в средней и высшей школе» (Посвящена памяти А. С. Макаренко, 2012)
- «Педагогика А. С. Макаренко в поликультурном образовательном пространстве» (2013);
- «Теоретико-практическая наследие А. С. Макаренко в контексте евроинтеграционных тенденций отечественного образования» (2014)
- «Профессиональная свобода личности в измерениях гуманистического наследия Антона Макаренко и Ивана Зязюна» (2015)
- «Педагогическая личность А. С. Макаренко на пересечении образовательных парадигм» (2016)
- «Макаенковедческое измерение актуальных вопросов социальной адаптации личности» (2017)
- «Макаренковская концепция подготовки учителей в контексте отечественных и мировых тенденций развития педагогического образования» (2018),
- «Технологии профессионального развития педагога: наследие А. С. Макаренко и приоритеты украинского образования» (2019)
- «Технологии профессиональной подготовки будущего учителя: современные модели и компетентностный дискурс педагогики А. С. Макаренко» (2020)

## Награды и признание
- Президент Украинской ассоциации А. С. Макаренко,
- Лауреат Полтавской областной премии имени А. С. Макаренко (2012),
- награждён благодарностью Государственной пенитенциарной службы Украины (2013), Благодарностью мэра Полтавы (2015), грамотой Департамента образования и науки Полтавской областной государственной администрации (2016), грамотой Полтавского областного совета (2018), благодарностью Министерства образования и науки Украины (2019) и тому подобное.

## Основные труды
Перу д.п.н. А. В. Ткаченко принадлежит более 230 научных и научно-методических работ и учебных пособий, в том числе:

### Монографии
- Полтавская трудовая колония им. М. Горького в документах и материалах (1920—1926 гг) / [А. П. Ермак, Л. В. Крамущенко, Н. М. Тарасевич, А. В. Ткаченко и др.]; под ред. И. А. Зязюна. — Ч. 2. — Полтава, 2002. — 216 с. (укр.)
- Ткаченко А. В. Антон Макаренко: Харьковская трудовая колония им. М. Горького в документах и материалах. 1926—1928 гг. : монография / [авторы-сост. : И. Ф. Кривонос, Н. М. Тарасевич, А. В. Ткаченко]; под ред. акад. АПН Украины И. А. Зязюна; Институт пед. образования и образования взрослых АПН Украины, ПНПУ им. В. Г. Короленко, Каф. пед. мастерства. — Киев : Педагогічна думка, 2008. — 352 с. (укр.)
- Ткаченко А. В. Профессиональное развитие личности в практике А. С. Макаренко: историко-педагогический аспект (1920—1935 гг.) Полтава: ПНПУ им. В. Г. Короленко, 2013 г. — 342 с. (укр.)
- Ткаченко А. В. Антон Макаренко : в ответе за будущих профессионалов. Почти забытый аспект наследия выдающегося педагога : [Монография] / А. В. Ткаченко. — LAP LAMBERT Academic Publishing, 2018. — 654 с.

### Учебные пособия
- Учебно-методический комплекс по основам педагогического мастерства в составе:
  - Словарь терминологии педагогического мастерства / [Н. Г. Базилевич, Д. Г. Белоконь, А. В. Ткаченко и др. ]; редкол.: Н. М. Тарасевич (предс.) и др. — Полтава, 1995. — 58 с. (укр.)
  - «Педагогическое мастерство: тесты» (Киев-Полтава, 1996), (укр.)
  - «Педагогическое мастерство: тексты» (Полтава, 2001, 2004, 2006), (укр.)
  - «Педагогическое мастерство: хрестоматия» (Киев, 2006, 2008) (укр.)
- Педагогические технологии : теория и практика : курс лекций : учеб. пособ. / [М. В. Гринёва, В. А. Пащенко, А. В. Ткаченко и др.]; под ред. проф. М. В. Гринёвой. — ПНПУ им. В. Г. Короленко. — Полтава : АСМИ, 2004. — 180 с. (укр.)
- Педагогические технологии : теория и практика : науч.-метод. пособ. / [М. В. Гринёва, А. Г. Штепа, А. В. Ткаченко и др.]; под ред. проф. М. В. Гринёвой. — ПНПУ им. В. Г. Короленко. — Полтава : АСМИ, 2006. — 230 с. (укр.)
- Педагогическое мастерство : хрестоматия : учеб. пособ. / [сост. : И. А. Зязюн, Н. Г. Базилевич, А. В. Ткаченко и др.]; под ред. И. А. Зязюна. — К. : Высшая шк., 2006. — 606 с. (укр.)
- Педагогические технологии : теория и практика : науч.-метод. пособ. / [М. В. Гринёва, Н. М. Тарасевич, А. В. Ткаченко и др.]; под ред. проф. М. В. Гринёвой. — ПНПУ им. В. Г. Короленко. — Полтава : АСМИ, 2007. — 232 с. (укр.)
- Педагогическое мастерство : хрестоматия : учеб. пособ. / [сост. : И. А. Зязюн, Н. Г. Базилевич, А. В. Ткаченко и др.]; под ред. И. А. Зязюна. — К. : СПД Богданова А. М., 2008. — 462 с. (укр.)

### Избранные статьи
- Ткаченко А. В. Состав Трудового детского корпуса Харьковского округа. Деятельность А. С. Макаренко в конце 1927 — начале 1928 гг. / А. В. Ткаченко // Макаренко : альманах; гл. ред. А. А. Фролов. — М. : Народное образование, 2008. — № 2. — С. 59-60.
- Ткаченко А. В. Трудовой детский корпус Антона Макаренко / А. В. Ткаченко // Макаренко : альманах; ред. В. В. Морозов. — М. : Нар. образование, 2009. — № 2. — С. 103—110.
- Ткаченко А. В. Соцвос и церковь: к истории взаимоотношений колонии им. М. Горького и куряжской религиозной общины // Психолого-педагогическое наследие прошлого в современной социально-педагогической деятельности. Материалы 6-х Межд. Макаренковских студенческих педагогических чтений. Екатеринбург, 9 апреля 2009 г. С. 133—137.
- Ткаченко А. В. Колония имени Горького: малоизвестные страницы украинской периодики / А. В. Ткаченко // Мировое признание педагогического наследия А. С. Макаренко: сб. науч. трудов / Российская Академия образования, Российское педагогическое общество. — М.: Нар. образование, 2010. — С. 135—141. — (Макаренко: альманах. 2010/2).
- Ткаченко А. В. Профессиогенетический потенциал самоуправления в воспитательных учреждениях А. С. Макаренко // Психолого-педагогическое наследие прошлого в современной социально-педагогической деятельности. Материалы 7-х Международных Макаренковских студенческих педагогических чтений. Екатеринбург, 8 апреля 2010 г. С. 137—141.
- Ткаченко А. В. Профессиональное развитие в коммуне им. Ф. Э. Дзержинского в оценке бывшего воспитанника А. С. Макаренко. // Психолого-педагогическое наследие прошлого в современной социально-педагогической деятельности. Материалы 8-х Международных Макаренковских студенческих педагогических чтений. Екатеринбург, 7 апреля 2011 г. С. 72-75.
- Tkacenko A. V. Il «corpo d’armata infantile del lavoro». Un progetto poco conosciuto del pedagogista Makarenko. «Slavia», 2011, n. 1, pp. 202—216. (итал.)
- Ткаченко А. В. Фотозавод коммуны имени Ф. Э. Дзержинского: новые материалы / А. В. Ткаченко // Воспитание человека — дело счастливое и посильное : Материалы Международных педагогических чтений, посвящённых 125-летию Антона Семёновича Макаренко (22 апреля 2013 года) / под ред. Л. В. Мардахаева. — М. : Издательство РГСУ, 2013. — С. 401—409.
- Ткаченко А. В. Антон Макаренко. Малоизвестные страницы подвижничества / Андрей Ткаченко // Информационный сборник для директора школы и заведующего детским садом. — 2016. — № 11-12 (51). — С. 42-86. (укр.)
- Tkachenko А. Concept of Pedagogical Skills by A. S. Makarenko in Context of Teacher’s Self-Realization Management / Andrii Tkachenko, Larysa Korol // The World of Politics, Society, Geography : collection of scientific works. — Slupsk, 2017. — Issue 1. — P. 129—135. (англ.)

### редакторская и организационная деятельность
При непосредственном участии А. В. Ткаченко под эгидой ПНПУ им. В. Г. Короленко в 2014 г. был издан сборник всех основных русскоязычных публикаций одного из известнейших зарубежных макаренковедов нашего времени доктора философии Гётца Хиллига (1938—2019). Сборник включает более 60 статей учёного и энциклопедически охватывает множество вопросов, связанных с ранее неоднозначными, а то и умалчиваемыми по разным причинам в советском макаренковедении, вопросам биографии и деятельности А. С. Макаренко и его окружения.
- Хиллиг, Гётц. В поисках истинного Макаренко. Русскоязычные публикации (1976—2014). Полтава: ПНПУ им. В. Г. Короленко. Издатель Шевченко Р. В., 2014 г. 778 с. ISBN 978-966-8798-39-9. (обложка и оглавление книги).

## Фильмография
- «По делам их узнаете их. Антон Макаренко» (2013 г.) документальный фильм, созданный к 125-летию А. С. Макаренко Полтавской областной государственной телерадиокомпанией «Лтава» при участии Ткаченко А. В.